# Plateau de Beille
Koordinaten: 42° 44′ N, 1° 41′ O
Das Plateau de Beille ist ein Wintersportort in den französischen Pyrenäen. Der Ort liegt in der Region Okzitanien im Département Ariège. Die Wintersportstation liegt in einer Höhe von 1780 Metern.

## Auffahrt
Die Auffahrt zum Plateau de Beille erfolgt über die D522, die ihren Ausgangspunkt in Les Cabannes hat. Sie ist 15,8 Kilometer lang und weist eine durchschnittliche Steigung von 7,9 % auf. Auf dem ersten Kilometer sind Steigungsprozente mit 6 % noch moderat, ehe fünf Kilometer mit knapp 9 % im Schnitt folgen. Hier führt die Straße über mehrere Kehren in dicht bewaldetem Gebiet. Auf der zweiten Hälfte des Anstiegs nehmen die Steigungsprozente nur geringfügig ab, wobei der letzte Kilometer mit rund 2,5 % deutlich flacher ist. Die Auffahrt aufs Plateau de Beille führt vor allem im unteren Teil durch dicht bewaldetes Gebiet. In den ersten beiden Dritteln werden 12 Kehren durchfahren, ehe im oberen Abschnitt zwischen längeren Geraden nur noch zwei Kehren aufscheinen.

## Radsport

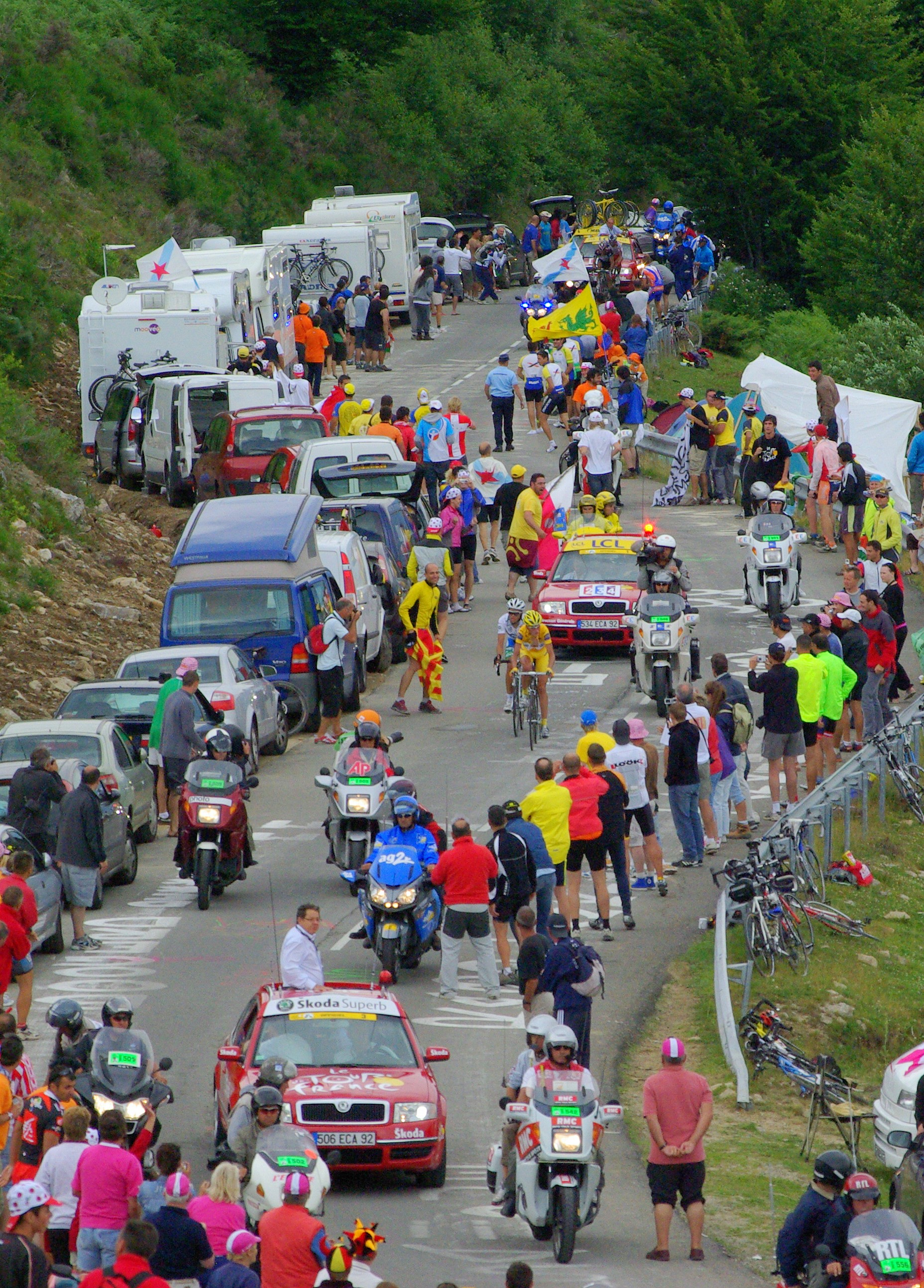
Michael Rasmussen (gelb) und Alberto Contador (weiß) im Anstieg zum Plateau de Beille (Tour de France 2007)

Auf dem Plateau de Beille fand im Jahr 1998 im Rahmen der 11. Etappe erstmals eine Zielankunft der Tour de France statt. Damals nutzte Marco Pantani den Anstieg der Hors Catégorie um Zeit im Gesamtklassement aufzuholen, nachdem er bereits rund fünf Minuten hinter Jan Ullrich zurückgelegen war. Der Italiener griff bereits im unteren Teil des Schlussanstiegs an und gewann die Etappe mit einem Vorsprung von rund eineinhalb Minuten. Später übernahm er auf der 15. Etappe das Gelbe Trikot und gewann im Anschluss die Gesamtwertung der Tour de France.
In den Jahren 2002 und 2004 war es jeweils der US-Amerikaner Lance Armstrong der die Bergankunft am Plateau de Beille gewann. Aufgrund des Doping-Skandals wurden ihm die Siege im Nachhinein jedoch aberkannt. Nach Lance Armstrong gewann sein späterer Teamkollege Alberto Contador im Jahr 2007 seine erste Tour-de-France-Etappe auf dem Plateau de Beille. Der damals 24-jährige Spanier setzte sich im Sprint gegen den Gesamtführenden Michael Rasmussen durch und schob sich auf den zweiten Gesamtrang. Nachdem Rasmussen die Rundfahrt wenige Tage später wegen eines Doping-Skandals verlassen hatte, übernahm Alberto Contador das Gelbe Trikot und sicherte sich kurz darauf den Gesamtsieg.

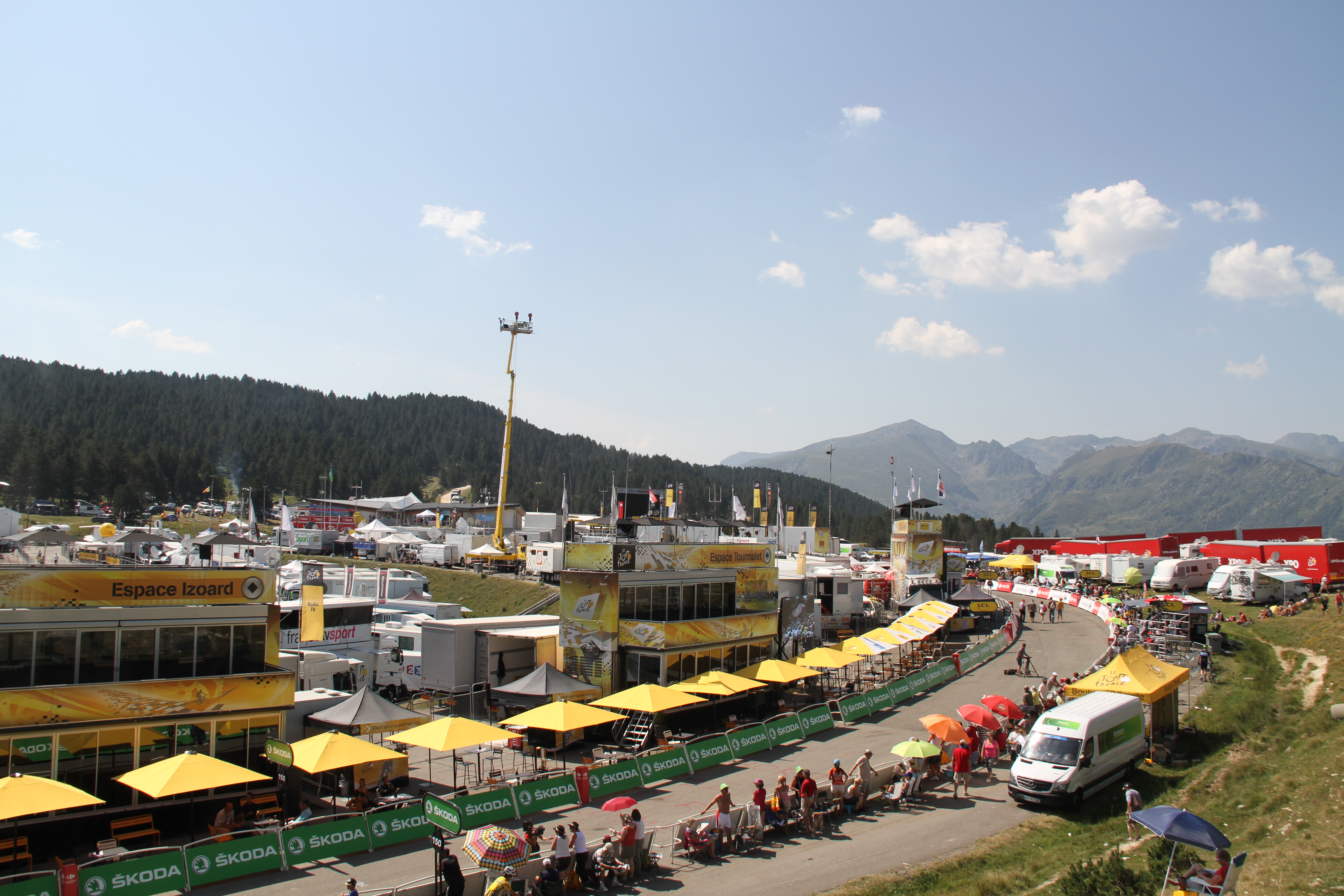
Zielbereich bei der Tour de France 2015

Bei der Tour de France 2011 kehrte das Plateau de Beille auf der 14. Etappe ins Programm der Frankreich-Rundfahrt zurück, wobei sich mit dem Belgier Jelle Vanendert erstmals ein Ausreißer durchsetzte. Bei der Tour de France 2015 gewann der Spanier Joaquim Rodríguez auf der 12. Etappe die Bergankunft am Plateau de Beille.

Im Jahr 2024 fand erneut eine Bergankunft auf dem Plateau de Beille statt. Die 15. Etappe führte zunächst über den Col de Peyresourde, Col de Menté, Col de Portet-d’Aspet, Col d’Agnes und den nicht-kategorisierten Port de Lers und wies eine Länge von fast 200 Kilometern auf. Im Schlussanstieg distanzierte der im Gelben Trikot fahrende Tadej Pogačar seinen Hauptkontrahenten Jonas Vingegaard und absolvierte die 15,8 Kilometer lange Steigung in einer Zeit von 39 Minuten und 41 Sekunden, was einer durchschnittlichen Geschwindigkeit von 23,9 km/h entspricht. Damit verbesserte er den Rekord von Marco Pantani aus dem Jahr 1998 um mehr als dreieinhalb Minuten.
| Jahr | Etappe     | Bergwertung  | Fahrer            |
| ---- | ---------- | ------------ | ----------------- |
| 1998 | 11. Etappe | HC-Kategorie | Marco Pantani     |
| 2002 | 12. Etappe | HC-Kategorie | Lance Armstrong   |
| 2004 | 13. Etappe | HC-Kategorie | Lance Armstrong   |
| 2007 | 14. Etappe | HC-Kategorie | Alberto Contador  |
| 2011 | 14. Etappe | HC-Kategorie | Jelle Vanendert   |
| 2015 | 12. Etappe | HC-Kategorie | Joaquim Rodríguez |
| 2024 | 15. Etappe | HC-Kategorie | Tadej Pogačar     |